# 샤토 몬텔레나
샤토 몬텔레나(Chateau Montelena)는 나파 밸리에 위치한 포도주 제조업자이다. 1976년 열린 파리의 심판에서 우승하였다. 샤토 몬텔레나를 소재로 한 영화 와인 미라클이 2008년 개봉하기도 하였다.

## 같이 보기
- 캘리포니아 포도주